# Ceinture de roches vertes

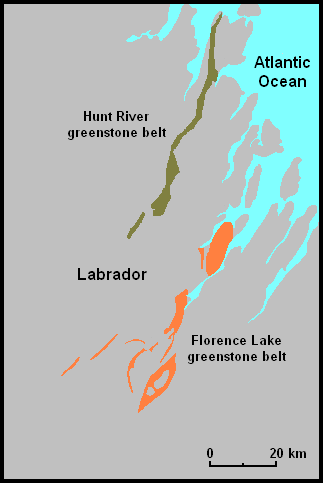
Ceintures de roches vertes de
Hunt River et du Florence Lake, situées dans la '.

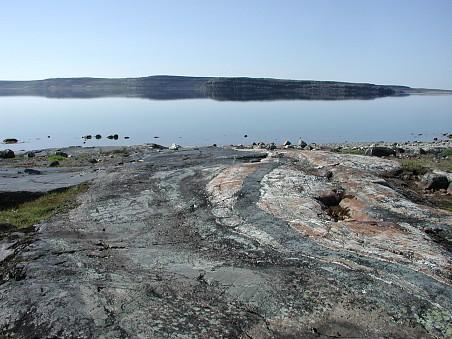
Affleurement de Nuvvuagittuq, sur la côte orientale de la Baie d'Hudson.

Les ceintures de roches vertes (greenstone belts) sont des ceintures de roches métamorphiques issues du mélange de roches mafiques à ultramafiques avec des roches sédimentaires à l'intérieur des cratons de l'Archéen et du Protérozoïque, entre les couches granitiques et gneissiques. Le nom est tiré de la teinte verte due aux minéraux tels les chlorites, actinotes et autres amphiboles vertes issues des roches mafiques.
Une ceinture de roches vertes a une longueur typique de quelques dizaines à quelques milliers de kilomètres. Elles sont généralement issues de ceintures volcaniques métamorphisées.

## Liste de ceintures de roches vertes

### Afrique
- Ceinture de roches vertes de Barberton (Afrique du Sud)
- Pietersberg greenstone belt (Afrique du Sud)
- Gwanda Greenstone Belt (Zimbabwe)
- Lake Victoria Greenstone Belt (Afrique de l'Est)

### Amérique du Nord
- Ceinture de roches vertes de l'Abitibi (en) (Québec / Ontario, Canada)
- Ceinture de roches vertes de Nuvvuagittuq (Québec, Canada)
- Bird River greenstone belt (en) (Manitoba, Canada)
- Elmers Rock greenstone belt (Wyoming, États-Unis)
- Flin Flon greenstone belt (en) (Manitoba / Saskatchewan, Canada)
- Hunt River greenstone belt (en) (Terre-Neuve-et-Labrador, Canada)
- Isua greenstone belt (en) (Plaque du Sud-Ouest du Groenland)
- Rattlesnake Hills greenstone belt (en) (Wyoming, États-Unis)
- Seminoe Mountains greenstone belt (en) (Wyoming, États-Unis)
- South Pass greenstone belt (en) (Wyoming, États-Unis)
- Temagami greenstone belt (en) (Ontario, Canada)

### Amérique du Sud
- Ceintures de roches vertes Eo-Mesorhyacien (Guyane)
- Rio-das-Velhas greenstone belt (Minas Gerais, Brésil)
- Rio-Itapicuru greenstone belt (Bahia, Brésil)
- Crixás greenstone belt (Goiás, Brésil)
- Faina greenstone belt (Goiás, Brésil)
- Guarinos greenstone belt (Goiás, Brésil)
- Pilar-de-Goiás greenstone belt (Goiás, Brésil)

### Asie
- Taishan greenstone belt (Asie du Sud-Est)
- Dharwar Craton, Inde

### Europe
- Kostomuksha greenstone belt (Russie)
- Central Lapland Greenstone Belt (en) (Finlande)
- Mauken greenstone belt (Norvège)

### Océanie
- Harris greenstone belt (Australie)
- Jack Hills greenstone belt (Australie)
- Norseman-Wiluna greenstone belt (Australie)[1]
- Southern Cross greenstone belt (Australie)
- Yandal Greenstone Belt (Australie)
- Yalgoo-Singleton greenstone belt (Australie)